# Jang Min-Hee
Jang Min-Hee (en coreano: 장민희; 5 de abril de 1999) es una deportista surcoreana que compitió en tiro con arco, en la modalidad de arco recurvo.
Participó en los Juegos Olímpicos de Tokio 2020, obteniendo una medalla de oro en la prueba por equipo. Ganó dos medallas de oro en el Campeonato Mundial de Tiro con Arco al Aire Libre de 2021.

## Palmarés internacional
| Juegos Olímpicos                 | Juegos Olímpicos         | Juegos Olímpicos | Juegos Olímpicos |
| Año                              | Lugar                    | Medalla          | Prueba           |
| -------------------------------- | ------------------------ | ---------------- | ---------------- |
| 2020                             | Tokio (Japón)            | Medalla de oro   | Equipo           |
| Campeonato Mundial al Aire Libre |                          |                  |                  |
| Año                              | Lugar                    | Medalla          | Prueba           |
| 2021                             | Yankton (Estados Unidos) | Medalla de oro   | Individual       |
| 2021                             | Yankton (Estados Unidos) | Medalla de oro   | Equipo           |